# Ce l'avevo quasi fatta
Ce l'avevo quasi fatta è una serie televisiva documentaristica americana trasmessa da Investigation Discovery a partire dal 12 gennaio 2010 al 15 luglio 2016.  La serie racconta storie vere di persone che hanno commesso crimini e hanno quasi evitato l'arresto o la cattura, ma alla fine sono state comunque arrestate. Molte di queste persone sono fuggite dalle carceri dopo essere state condannate, mentre altre sono sfuggite alle carceri in cui erano trattenute in attesa del processo. A volte sono rimaste in fuga solo poche settimane prima di essere catturati mentre altre volte rimangono in fuga per anni e in alcuni casi anche decenni. Mentre sono in fuga i fuggitivi commettono di tutto, dal depredare stazioni di servizio al rubare il bus utilizzato da Crystal Gayle per i suoi tour. Molti altri hanno trovato il modo di rifarsi una nuova vita senza commettere nuovi crimini e rimanere nascosti con successo per anni.
La serie è stata creata dal produttore esecutivo David M. Frank della Indigo Films. La maggior parte delle scene non sono state girate nelle zone in cui si sono svolte le storie. Molte scene all'aperto di questa serie sono girate nello studio dell'azienda Treasure Island a San Francisco, nel mezzo della Baia di San Francisco. Altre scene all'aperto sono state girate nel New Jersey settentrionale.

## Puntate
| Stagione | Stagione         | Puntate | Prima TV originale | Prima TV Italia |
| -------- | ---------------- | ------- | ------------------ | --------------- |
|          | Prima stagione   | 13      | 2010               |                 |
|          | Seconda stagione | 13      | 2010-2011          |                 |
|          | Terza stagione   | 13      | 2011               |                 |
|          | Quarta stagione  | 14      | 2011-2012          |                 |
|          | Quinta stagione  | 13      | 2012               |                 |
|          | Sesta stagione   | 8       | 2013               |                 |
|          | Settima stagione | 8       | 2014               |                 |
|          | Ottava stagione  | 10      | 2016               |                 |

## Riconoscimenti
- 2015 - Telly Awards
  - Bronze Telly